# Président du gouvernement de Slovénie
Le président du gouvernement de Slovénie (en slovène : Predsednik Vlade Slovenije) est le chef du gouvernement de la république de Slovénie.
Élu par l'Assemblée nationale, coordinateur de l'action du gouvernement, il est le véritable chef du pouvoir exécutif dans le cadre d'un régime politique de type parlementaire.
Il est parfois appelé « Premier ministre », à tort, en français.
Le titulaire du poste est Robert Golob depuis le 1er juin 2022.

## Nomination
La désignation du président du gouvernement fait intervenir le président de la République, puis l'Assemblée nationale.

### Élection
La procédure est régie par l'article 111 de la Constitution du 23 décembre 1991. Après avoir consulté les présidents des groupes parlementaires, le président de la République propose un candidat pour la présidence du gouvernement à l'Assemblée nationale. Le candidat est élu s'il obtient la majorité absolue des députés, soit 46 voix au moins.
Dans le cas contraire, le chef de l'État reprend ses consultations, puis propose, sous 14 jours, un nouveau candidat, ou de nouveau le candidat rejeté. Durant ce même délai, tout groupe parlementaire ou d'au moins dix députés peut proposer un candidat. En cas d'une pluralité de candidatures, l'Assemblée vote sur chaque candidat en commençant par celui du président de la République puis, si celui-ci n'est pas élu, continue avec les autres, par ordre de dépôt de candidature.
Si personne n'est élu à la suite de cette procédure, le président dissout l'Assemblée nationale, à moins que celle-ci, dans un délai de 48 heures, ne décide la tenue d'un nouveau scrutin, la majorité des suffrages exprimés étant alors suffisante pour désigner le chef du gouvernement. En cas de nouvel échec, la dissolution est de droit.

### Serment
Une fois élu par l'Assemblée nationale, le président du gouvernement prête le serment suivant : « Je jure de respecter l'ordre constitutionnel, d'agir en mon âme et conscience et d'œuvrer de toutes mes forces pour le bien-être de la Slovénie ».

### Cessation de fonction
Les fonctions du président du gouvernement cessent lors de la première réunion de l'Assemblée nationale qui suit la tenue des élections législatives, de démission, de décès, de vote de défiance ou d'échec d'un vote de confiance.

## Fonctions

### Titre et rang protocolaire
En slovène, le chef du gouvernement porte le titre de Predsednik Vlade, qui se traduit littéralement par « président du gouvernement » et se traduit généralement à tort en français par « Premier ministre ».
Par ailleurs, il n'occupe que la troisième place dans l'ordre politique de la Slovénie, bien qu'il soit, dans les faits, la personnalité politique ayant le plus de pouvoir. Il est en effet placé derrière le président de la République et le président de l'Assemblée nationale.

### À propos du gouvernement
Il propose à l'Assemblée nationale la nomination et la suspension des ministres. De plus et surtout, selon les dispositions de l'article 114, alinéa 1, de la Constitution, « le président du gouvernement veille à l'unité de l'orientation politique et administrative du gouvernement et coordonne le travail des ministres. Les ministres sont collectivement responsables du travail du gouvernement, et chaque ministre du travail de son ministère ».
Il est donc bien le chef du gouvernement, même si son pouvoir doit être relativisé dans la mesure où depuis 1990, aucun président n'a gouverné sans recourir à une coalition gouvernementale.

### Rapports avec l'Assemblée nationale
Outre son élection, le président du gouvernement est lié à l'Assemblée nationale par le vote de défiance et le vote de confiance.

#### Le vote de défiance
Régi par l'article 116 de la Constitution, le vote de défiance consiste, dans les faits, en une motion de censure constructive. En effet, l'Assemblée ne peut exprimer sa défiance envers le président du gouvernement qu'en lui élisant un remplaçant à la majorité absolue des députés, c'est-à-dire 46 voix au moins. Le titulaire est alors suspendu le temps que son successeur prête serment et forme son gouvernement. Entre le dépôt d'une proposition de vote de défiance et la tenue du scrutin, un délai d'au moins 48 heures doit s'écouler.
Dans le cas où le président a été élu selon la dernière possibilité prévue, c'est-à-dire à la majorité des suffrages exprimés, la défiance sera réputée votée si elle recueille la majorité des suffrages exprimés.

#### Le vote de confiance
Le président du gouvernement, conformément à l'article 117, alinéa 1, de la Constitution, peut demander un vote de confiance à l'Assemblée nationale. Si la confiance n'est pas accordée à la majorité absolue des députés, ceux-ci doivent, dans un délai de 30 jours, élire un nouveau président du gouvernement ou, par un nouveau vote, renouveler sa confiance au titulaire du poste. Dans le cas contraire, l'Assemblée est dissoute.
Le vote de confiance peut également être demandé à propos de l'adoption d'un projet de loi ou de toute autre résolution parlementaire. Le rejet du texte est réputé être un vote de défiance.

## Titulaires depuis 1990
Lojze Peterle a été le premier chef du gouvernement démocratiquement élu, et Janez Drnovšek le premier de la Slovénie indépendante. Il détient également le record de longévité à ce poste, avec un total de dix ans de mandat.